# Ой-Джурчи
Ой-Джурчи́ (укр. Ой-Джурчи, крымскотат. Oy Curçı, Ой Джурчы) — исчезнувшее село в Первомайском районе Республики Крым, располагавшееся на юге района, в степной части Крыма, примерно в 1,5 километрах восточнее современного села Открытое.

### Динамика численности населения
| - 1805 год — 98 чел. - 1864 год — 74 чел. - 1889 год — 28 чел. - 1892 год — 147 чел. | - 1900 год — 145 чел. - 1915 год — 7/40 чел. - 1926 год — 82 чел. |

## История
Первое документальное упоминание села встречается в Камеральном Описании Крыма… 1784 года, судя по которому, в последний период Крымского ханства Ой Ертчи входил в Караул кадылык Перекопского каймаканства. После присоединения Крыма к Российской империи (8) 19 апреля 1783 года, (8) 19 февраля 1784 года, именным указом Екатерины II сенату, на территории бывшего Крымского ханства была образована Таврическая область и деревня была приписана к Евпаторийскому уезду. После павловских реформ, с 1796 по 1802 год входила в Акмечетский уезд Новороссийской губернии. По новому административному делению, после создания 8 (20) октября 1802 года Таврической губернии, Джурчи был включён в состав Урчукской волости Евпаторийского уезда.
По Ведомости о волостях и селениях, в Евпаторийском уезде с показанием числа дворов и душ… от 19 апреля 1806 года в деревне Ойджурчи числилось 13 дворов, 96 крымских татар и 2 ясыров. На военно-топографической карте генерал-майора Мухина 1817 года деревня Ояджурчи обозначена с 16 дворами. После реформы волостного деления 1829 года Джурчи, согласно «Ведомости о казённых волостях Таврической губернии 1829 года» остался в составе Урчукской волости. На карте 1836 года в деревне 15 дворов. Затем, видимо, вследствие эмиграции крымских татар в Турцию, деревня заметно опустела и на карте 1842 года Джурчи обозначен условным знаком «малая деревня», то есть, менее 5 дворов.
В 1860-х годах, после земской реформы Александра II, Джурчи приписали к Абузларской волости. Согласно «Памятной книжке Таврической губернии за 1867 год», деревня была покинута, в результате эмиграции крымских татар, особенно массовой после Крымской войны 1853—1856 годов, в Турцию и вновь заселена татарами. В «Списке населённых мест Таврической губернии по сведениям 1864 года», составленном по результатам VIII ревизии 1864 года, Джурчи — владельческая татарская деревня, с 12 дворами, 74 жителями и мечетью при колодцахъ. По обследованиям профессора А. Н. Козловского 1867 года, вода в колодцах деревни была пресная, а их глубина достигала 21—26 саженей (44—54 м). На трехверстовой карте Шуберта 1865—1876 года в деревне Джурчи те же 12 дворов. По «Памятной книге Таврической губернии 1889 года», по результатам Х ревизии 1887 года, в деревне Джурчи числилось 5 дворов и 28 жителей. Согласно «…Памятной книжке Таврической губернии на 1892 год», в деревне Джурчи, входившей в Асан-Аджинский участок, числилось 147 жителей в 16 домохозяйствах.
Земская реформа 1890-х годов в Евпаторийском уезде прошла после 1892 года, в результате Джурчи приписали к Кокейской волости.
По «…Памятной книжке Таврической губернии на 1900 год» в деревне числилось 145 жителей в 17 дворах. Время поселения в деревне крымских немцев точно не установлено, но о Статистическому справочнику Таврической губернии. Ч.II-я. Статистический очерк, выпуск пятый Евпаторийский уезд, 1915 год, в экономии Ой-Джурчи (Дубса) Кокейской волости Евпаторийского уезда числилось 7 дворов (2 двор с землёй, 5 — безземельные) с немецким населением в количестве 7 человек приписных жителей и 40 — «посторонних», из которых 23 мужчины и 24 женщины. В экономии числилось 1425 десятин удобной земли. В хозяйстве имелось 64 лошади, 64 вола, 35 коров и 675 голов мелкого скота. Согласно списку 1915 года «…русских подданных из австрийских, венгерских или германских выходцев» землевладельцев, опубликованном в газете «Таврические губернские ведомости» в апреле 1915 года, при деревне Ой-Джурчи значится крымский немец Дубс Вильгельм Иоганович, имевший 1470 десятин 864 квадратных саженей земли.
После установления в Крыму Советской власти, по постановлению Крымревкома от 8 января 1921 года № 206 «Об изменении административных границ» была упразднена волостная система и село вошло в состав Евпаторийского района Евпаторийского уезда, а в 1922 году уезды получили название округов. 11 октября 1923 года, согласно постановлению ВЦИК, в административное деление Крымской АССР были внесены изменения, в результате которых округа были отменены и произошло укрупнение районов — территорию округа включили в Евпаторийский район. Согласно Списку населённых пунктов Крымской АССР по Всесоюзной переписи 17 декабря 1926 года, в селе Ой-Джурчи, центре упразднённого к 1940 году Ой-Джурчинского сельсовета Евпаторийского района, числилось 14 дворов, все крестьянские, население составляло 82 человека, из них 52 русских, 25 немцев, 2 украинца, 2 белоруса, 1 записан в графе «прочие». Постановлением ВЦИК РСФСР от 30 октября 1930 года был создан Фрайдорфский еврейский национальный район (переименованный указом Президиума Верховного Совета РСФСР № 621/6 от 14 декабря 1944 года в Новосёловский) (по другим данным 15 сентября 1931 года) и село включили в его состав, а после разукрупнения в 1935-м и образования также еврейского национального Лариндорфского (с 1944 — Первомайский), село переподчинили новому району. Последний раз село встречается на километровой карте Генштаба 1941 года.